# John Jackson (Jazzmusiker)
John Jackson (* um 1910; † 1984) war ein US-amerikanischer Jazzmusiker (Altsaxophon, auch Klarinette) des Kansas City Jazz, dessen Ton dem von Charlie Parker ähnlich.

## Leben und Wirken
Jackson spielte ab Mitte der 1930er-Jahre Klarinette bei Teddy Wilson („Pennies from Heaven“, mit Billie Holiday). Seit Herbst 1940 war er als Altsaxophonist Mitglied der Band von Jay McShann, an dessen Aufnahmen für Decca er mitwirkte („Hootie Blues“, mit Charlie Parker, aber auch auf der Parker-Komposition „The Jumpin’ Blues“, wo er anstelle Parker das Solo spielte). 1944 wechselte er zu Billy Eckstine and His Orchestra, wo er mit Gene Ammons, Sonny Stitt, Dexter Gordon und Leo Parker die „Holzbläsersektion“ bildete. Anfang 1946 nahm er mit Cootie Williams auf („When My Baby Left Me“, „Echoes Of Harlem“). Jackson war dann bis zum Ende des Jahrzehnts an weiteren Plattenaufnahmen mit Louis Jordan und Walter Brown beteiligt, im Bereich des Jazz zwischen 1936 und 1949 an 17 Aufnahmesessions. Er gehörte auch später noch zur Jazzszene von Kansas City.